# Burū Kurisumasu
Pour plus de détails, voir Fiche technique et Distribution.
Burū Kurisumasu (ブルークリスマス) est un film japonais de 1978 réalisé par Kihachi Okamoto.

## Synopsis
Le sang de ceux qui ont été témoins d'OVNIS est devenu bleu, et lorsque le nombre de ces personnes augmente, alors le président des États-Unis prend une décision après avoir souffert[pas clair].

## Fiche technique
- Titre original : Burū Kurisumasu (ブルークリスマス?)
- Réalisation : Kihachi Okamoto
- Scénario : Sō Kuramoto
- Musique : Masaru Satō
- Photographie : Daisaku Kimura
- Société de production : Tōhō
- Pays d'origine :  Japon
- Langue originale : japonais
- Genres : science-fiction ; drame
- Durée : 133 minutes
- Date de sortie :
  - Japon : 23 novembre 1978

## Distribution
- Hiroshi Katsuno : Oki Taisuke
- Keiko Takeshita : Nishida Saeko
- Kunie Tanaka : Nishida Kazuo
- Masaya Oki : Harada
- Kaoru Yachigusa
- Yūsuke Okada : Kidokoro
- Hideyo Amamoto
- Yoshio Inaba
- Shin Kishida
- Naoko Otani
- Shinji Ogawa
- Yoshio Inaba
- Eiji Okada : Hyōdō
- Eitaro Ozawa : Godai
- Ichirō Nakatani : Usami
- Hideji Ōtaki : Takeiri
- Shōgo Shimada : Yoshike
- Shinsuke Ashida : Aiba Shūji
- Tatsuya Nakadai : Minami Kazuya